# 紀元前138年
紀元前138年（きげんぜん138ねん）は、ローマ暦の年である。

## 他の紀年法
- 干支 : 癸卯
- 日本
  - 開化天皇20年
  - 皇紀523年
- 中国
  - 前漢 : 建元3年
- 朝鮮
  - 檀紀2196年
- 仏滅紀元 : 407年
- ユダヤ暦 : 3623年 - 3624年

## できごと

### パルティア
- フラーテス2世がアルサケス朝パルティアの王になった。

### 中国
- 武帝の命により、張騫が中央アジアの探検に出発した。
- 張騫率いる中国最初の外交使節がフェルガナを訪れた。

### 芸術と科学
- デルフィの賛歌が作られ、デルポイの石に刻まれた。

## 誕生
- ルキウス・コルネリウス・スッラ：ローマの政治家（紀元前78年没）

## 死去
- ディオドトス・トリュフォン
- ミトリダテス1世：パルティア王（紀元前195年生）
- アッタロス2世：ペルガモン王（紀元前220年生）